# 余徵
余徵（1445年—？），字弘貴，福建興化府莆田縣人，民籍，明朝政治人物。

## 生平
福建鄉試第七十九名舉人。成化二十三年（1487年）中式丁未科會試第三百十七名，二甲第五十一名進士。

## 家族
曾祖余俊卿，贈按察司僉事；祖父余文，前知府；父余廷列，母彭氏。永感下。弟琉。